# Europese kampioenschappen BMX 2023
De Europese kampioenschappen BMX 2023 werden van 7 tot 9 juli georganiseerd in het Franse Besançon.

## Medailleoverzicht

### Mannen
| Onderdeel      | Goud | Goud                                    | Zilver | Zilver                                    | Brons | Brons                                      |
| -------------- | ---- | --------------------------------------- | ------ | ----------------------------------------- | ----- | ------------------------------------------ |
| BMX elite      | NED  | Niek Kimmann                            | FRA    | Jérémy Rencurel                           | FRA   | Romain Racine                              |
| BMX U23        | FRA  | Mathis Jacquet                          | SUI    | Filib Steiner                             | FRA   | Matéo Colsenet                             |
| BMX junioren   | LAT  | Edgars Langmanis                        | NED    | Mika Lang                                 | FRA   | Baptiste Jupille                           |
| Ploegentijdrit | NED  | Niek Kimmann Jay Schippers Jaymio Brink | FRA    | Léo Garoyan Corentin Dubois Romain Racine | SUI   | Cédric Butti Loris Aeberhard Filib Steiner |

### Vrouwen
| Onderdeel      | Goud | Goud                                          | Zilver | Zilver                                 | Brons | Brons                                          |
| -------------- | ---- | --------------------------------------------- | ------ | -------------------------------------- | ----- | ---------------------------------------------- |
| BMX elite      | SUI  | Zoé Claessens                                 | DEN    | Malene Kejlstrup Sørensen              | NED   | Merel Smulders                                 |
| BMX U23        | SUI  | Nadine Aeberhard                              | FRA    | Tessa Martinez                         | NED   | Michelle Wissing                               |
| BMX junioren   | FRA  | Laura Mougey                                  | LAT    | Veronika Stūriška                      | GBR   | Betsy Bax                                      |
| Ploegentijdrit | SUI  | Zoé Claessens Thalya Burford Nadine Aeberhard | FRA    | Léa Brindjonc Tessa Martinez Zoé Hapka | NED   | Merel Smulders Manon Veenstra Michelle Wissing |

### Medaillespiegel
| Plaats | Land                | Goud | Zilver | Brons | Totaal |
| 1      | Zwitserland         | 3    | 1      | 1     | 5      |
| 2      | Frankrijk           | 2    | 4      | 3     | 9      |
| 3      | Nederland           | 2    | 1      | 3     | 6      |
| 4      | Letland             | 1    | 1      | 0     | 2      |
| 5      | Denemarken          | 0    | 1      | 0     | 1      |
| 6      | Verenigd Koninkrijk | 0    | 0      | 1     | 1      |
| Totaal | Totaal              | 8    | 8      | 8     | 24     |